# Smittia retracta
Smittia retracta är en tvåvingeart som beskrevs av Freeman 1961. Smittia retracta ingår i släktet Smittia och familjen fjädermyggor. Inga underarter finns listade i Catalogue of Life.